# Đội tuyển bóng đá Ellan Vannin
Đội tuyển bóng đá quốc gia Ellan Vannin là đội bóng đại diện cho Đảo Man. Vì không liên kết với các tổ chức bóng đá như FIFA hoặc UEFA, nên đội bóng này không thể tham gia FIFA World Cup hoặc UEFA European Championships.
Tại Giải vô địch bóng đá thế giới ConIFA tổ chức vào năm 2014, đội bóng này đã giành vị trí á quân.

## Đội hình

### Đội hình hiện tại
| Số | VT | Cầu thủ                  | Ngày sinh (tuổi)  | Trận | Bàn | Câu lạc bộ      |
| -- | -- | ------------------------ | ----------------- | ---- | --- | --------------- |
| 1  | TM | Andy Perry               | 19 tháng 5, 1982  | 14   | 0   | St Georges      |
| 25 | TM | Dean Kearns              | 17 tháng 6, 1993  | 5    | 0   | Rushen United   |
|    |    |                          |                   |      |     |                 |
| 14 | HV | Jack McVey               | 13 tháng 1, 1991  | 21   | 3   | St Georges      |
| 2  | HV | Sam Caine                | 26 tháng 5, 1988  | 18   | 4   | St Georges      |
| 4  | HV | Sean Quaye               | 19 tháng 8, 1984  | 17   | 3   | St Georges      |
| 17 | HV | Cameron Lee              | 22 tháng 8, 1993  | 3    | 0   | Corinthians     |
| 15 | HV | Darren Cain              | 2 tháng 4, 1988   | 2    | 0   | Corinthians     |
| 7  | HV | Tom Callister            | 28 tháng 3, 1994  | 1    | 0   | Corinthians     |
| 24 | HV | Andrew Burkitt           | 3 tháng 8, 2000   | 0    | 0   | Laxey           |
|    |    |                          |                   |      |     |                 |
| 8  | TV | Frank Jones (Đội trưởng) | 22 tháng 10, 1987 | 30   | 17  | St Georges      |
| 11 | TV | Joey Morling             | 3 tháng 1, 1997   | 12   | 3   | St Georges      |
| 18 | TV | Dan Bell                 | 26 tháng 1, 1986  | 10   | 2   | Peel            |
| 21 | TV | Mike Williams            | 19 tháng 8, 1994  | 7    | 3   | Rushen United   |
| 5  | TV | Daniel Simpson           | 28 tháng 7, 1995  | 7    | 2   | Corinthians     |
| 10 | TV | Alex Holden              | 12 tháng 1, 1996  | 6    | 3   | Bottesford Town |
| 3  | TV | Joel Ibañez              | 2 tháng 10, 2000  | 4    | 0   | St Georges      |
| 6  | TV | Joey Quayle              | 4 tháng 3, 1999   | 4    | 0   | St Georges      |
| 22 | TV | Brodie Patience          | 7 tháng 2, 1998   | 2    | 0   | Corinthians     |
| 12 | TV | Ryan Burns               | 18 tháng 3, 1994  | 1    | 0   | Corinthians     |
|    |    |                          |                   |      |     |                 |
| 9  | TĐ | Ciaran McNultey          | 1 tháng 7, 1987   | 13   | 8   | St Georges      |
| 16 | TĐ | Stephen Whitley          | 20 tháng 2, 1995  | 9    | 5   | Corinthians     |
| 20 | TĐ | Furo Davies              | 21 tháng 12, 1988 | 8    | 6   | St Georges      |
| 23 | TĐ | Sean Doyle               | 11 tháng 7, 1994  | 7    | 3   | Corinthians     |

### Triệu tập gần đây
| Vt | Cầu thủ           | Ngày sinh (tuổi)  | Số trận | Bt | Câu lạc bộ      | Lần cuối triệu tập                           |
| -- | ----------------- | ----------------- | ------- | -- | --------------- | -------------------------------------------- |
| HV | Séamus Sharkey    | 11 tháng 5, 1990  | 9       | 2  | Glenavon        | Giải vô địch bóng đá thế giới ConIFA 2018WD  |
| HV | Julian Ringham    | 3 tháng 6, 1984   | 5       | 0  | St Georges      | Giải vô địch bóng đá thế giới ConIFA 2018WD  |
| HV | Conor Doyle       | 16 tháng 2, 1990  | 7       | 1  | Elite FC Dubai  | Giải vô địch bóng đá thế giới ConIFA 2018PRE |
| HV | Thomas Smith      | 23 tháng 10, 1997 | 3       | 0  | Corinthians     | Giải vô địch bóng đá thế giới ConIFA 2018PRE |
| HV | Sam Ingham        | 21 tháng 8, 1991  | 1       | 0  | St Johns United | Giải vô địch bóng đá thế giới ConIFA 2018PRE |
|    |                   |                   |         |    |                 |                                              |
| TV | Lee Gale          | 6 tháng 8, 1991   | 4       | 5  | Peel            | Giải vô địch bóng đá thế giới ConIFA 2018WD  |
| TV | Stephen Riding    | 30 tháng 4, 1988  | 5       | 0  | Rushen United   | Giải vô địch bóng đá thế giới ConIFA 2018PRE |
| TV | Rhys Oates        | 17 tháng 6, 1995  | 4       | 0  | St Johns United | Giải vô địch bóng đá thế giới ConIFA 2018PRE |
|    |                   |                   |         |    |                 |                                              |
| TĐ | Stephen Priestnal | 4 tháng 1, 1984   | 0       | 0  | St Mary's       | Giải vô địch bóng đá thế giới ConIFA 2018PRE |